# Guzmania gracilis
Guzmania gracilis là một loài thực vật có hoa trong họ Bromeliaceae. Loài này được H.Luther mô tả khoa học đầu tiên năm 2007.